# متلازمة شنيتزلر
متلازمة شنيتزلر هي مرض نادر يتسم بالشرى المزمن (طفح جلدي) وحمى دورية وألم في العظام وألم في المفاصل (أحيانًا مع التهاب المفاصل) وفقد الوزن والتوعك والتعب وتورم الغدد الليمفاوية وتضخم الكبد والطحال.
والطفح الشروي هو غير مسبب للحكة في أكثر من نصف الحالات، وهو أمر غير معتاد للشرى (الطفح الجلدي). ويبرز بشكل أكبر على الجذع والذراعين والساقين ويتجنب الراحتين والأخمصين والرأس والرقبة. وتم الإبلاغ عن وجود وذمة وعائية لدى عدد قليل من المرضى. وتبين إحدى المراجعات التي تم إجراؤها لـ 94 حالة أن متوسط سن ظهور المرض هو 51 عامًا وهناك أربعة مرضى فقط ظهرت عليهم الأعراض قبل سنة 35. ولا يزال سبب وآلية مرض متلازمة شنيتزلر غير معروف إلى حد كبير.
تُعتبر متلازمة شنيتزلر من اضطرابات المناعة الذاتية. وتم اقتراح الشرى المزمن والاعتلال الغامائي أحادي النسيلة لتكون المعايير الرئيسة في حين أن الأعراض الأخرى تمثل معايير ثانوية.

## التشخيص
تبين فحوصات الدم تركيزًا عاليًا لغاما-الجلوبيولين (اعتلال غامائي أحادي النسيلة) لنوع غلوبيولين مناعي M. وغالبًا ما تحتوي على للسلاسل الخفيفة لنوع κ. وتم وصف أحد المتغيرات الذي يرتفع فيه الغلوبيولين المناعي G والذي يبدو عشرة أضعاف السلسلة النادرة. وقد تظهر الغلوبولينات المناعية في البول على شكل بروتينات بنس جونس. وغالبًا ما تكون أعراض الالتهاب موجودة: ومن بين هذه الأعراض زيادة عدد خلايا الدم البيضاء (كثرة الكريات البيضاء) وارتفاع سرعة ترسب الدم والبروتين المتفاعل-C. ويمكن أن يكون هناك فقر الدم الناجم عن الأمراض المزمنة.ويمكن رؤية تشوهات عظام في التصوير الإشعاعي (زيادة الكثافة في كثير من الأحيان أو تصلب العظم) أو الخزعة.
ونظرًا لأنها حالة نادرة (تم الإبلاغ عن أقل من 100 حالة في جميع أنحاء العالم قبل 2008م)، من المهم استبعاد الحالات الأخرى التي يمكن أن تسبب الحمى الدورية أو البارابروتين أو الشرى المزمن. ومن بين هذه الحالات (على سبيل المثال لا الحصر) اضطرابات المناعة الذاتية أو الاضطرابات الالتهابية مثل داء ستيل البادئ في البالغين والوذمة الوعائية واضطرابات خضاب الدم مثل لمفومة أو الاعتلال الغامائي أحادي النسيلة غير محدد الأهمية والأسباب الأخرى للشرى أو وجود الغلوبولينات البردية في الدم أو كثرة الخلايا البدينة أو مرض الالتهابات متعدد الأجهزة البادئ عند الأطفال حديثي الولاد المزمن أو متلازمة ماكل-ويلز.
ومع ذلك من الممكن أن تكون هناك أكثر من حالة نادرة كما يُلاحظ من قِبل مريض بمتلازمة شنيتزلر والشرى الناجم عن البرد.

## توقعات سير المرض
لم يتبين وجود اختلاف كبير بين المدى العمري لمرضى متلازمة شنيتزلر والناس العاديين. ومع ذلك، يُنصح بإجراء متابعة جيدة. وهناك نسبة كبيرة من المرضى الذين يُصابون بمرض التكاثر الليمفاوي كأحد المضاعفات، ومن المضاعفات الأكثر شيوعًا وجود الغلوبولين الكبروي بالدم حسب فالدنستروم. وقد يؤدي هذا إلى أعراض متلازمة فرط اللزوجة. تم الإبلاغ أيضًا عن حالات الداء النشواني أأ عند الأشخاص المصابين بمتلازمة شنيتزلر.

## العلاج
مضادات الهيستامين ليست فعالة في علاج الشرى في هذه الحالة. وقد يستجيب للعقاقير كابتة المناعة مثل الكورتيكوستيرويدات ومثبطات انزيمات الأكسدة الحلقية والإنترفيرون ألفا ومضادات مستقبلات إنترلوكين 1 (آناكينارا)، أو بيرفلوكساسين أو الكولشيسين أو السيكلوسبورين أو الثاليدومايد. وقد يتجاوب الشرى مع العلاج باستخدام PUVA وقد تتجاوب آلام العظام لعلاج البايفوسفونيت.
نظرًا لأن متلازمة شنيتزلر هي حالة مرضية نادرة للغاية، يتعذر مقارنة فاعلية مختلف العلاجات باستخدام الإحصاءات. ومع ذلك، تقدم دراسات حالة أدلة على أن آناكينارا (المعروف أيضًا باسم كينيرت) هو أكثر فاعلية بكثير لعلاج متلازمة شنيتزلر من أي دواء آخر وأن التحسن في الأعراض المرتبطة بهذا العلاج مذهل. على سبيل المثال، قام بسيدا (Beseda) ونوسينت (Nossent) (2010) بمراجعة الكتابات المتعلقة بالعلاج باستخدام IL1-RA (مثل آناكينارا) بالنسبة لمتلازمة شنيتزلر. وخلصا إلى أن «أربعة وعشرين من المرضى المصابين بمتلازمة شنيتزلر قد تم علاجهم بنجاح باستخدام آناكينارا». وأضافا أن «نسبة سبعة من أصل سبعة مرضى [مصابين بمتلازمة شنيتزلر]، الذين انقطعوا عن أو استخدموا آناكينارا مرة كل يومين، قد تعرضوا لانتكاس الأعراض في غضون ما بين 24 و48 ساعة؛ وتمت إعادة استخدام آناكينارا لدى جميع المرضى بنفس الكفاءة السريرية». كلوغر وآخرون (2008م) قاموا بفحص فاعلية آناكينارا بالنسبة لمجموعة من الحالات. وبحثوا في شبكة خط استرجاع النشريات الطبية (MEDLINE) بحثًا عن تجارب باللغة الإنجليزية لآناكينارا ومستخلصات من اللقاءات العلمية. وخلصوا إلى أنه «على مدى السنوات القليلة الماضية أصبح من الواضح بشكل متزايد أن عقار آناكينارا فعال وآمن للغاية في علاج المرضى المصابين بمتلازمة شنيتزلر». وقبل ذلك بعام قام كونينج (De Koning) وآخرون (2007م) بمراجعة الخصائص المرضية لمتلازمة شنيتزلر وجمع معلومات متابعة لتكوين رؤية أكثر تفصيلاً بالتشخيص بعيد المدى وفاعلية العلاج. وقد استخدموا بيانات من 94 مريضًا وتتمثل استنتاجاتهم بشأن العلاج الخاص بهذه الحالة المرضية في أنه «كانت هناك تطورات واعدة في الخيارات العلاجية، لا سيما العلاج باستخدام مضاد انترلوكين-1، الذي تسبب في حدوث هدأة في جميع المرضى الثامنية الذين تمت معالجتهم حتى الآن.»
وتبين التقارير الواردة عن المرضى الذين تم علاجهم بعقار آناكينارا فعالية هذا العقار. ويذكر بسيدا ونوسينت (المرجع نفسه) أن علاج أحد المرضى بمتلازمة شنيتزلر طويلة المدى والمقاومة لعقاقير عدة باستخدام آناكينارا: «خلال 24 ساعة من أول حقن، اختفى كل من الشرى والحمى ولم يعاودا الظهور. وخلال الشهور الستة الأخيرة، تمتع المرضي بهدأة سريرية وكيميائية حيوية.» ويشير كتاب آخرون إلى «انصراف تام للأعراض» (ديبوسكي (Dybowski) وأخرون، 2008). واشار كراوش (Crouch) وآخرون (2007) إلى العلاج الفعال لشخص يبلغ من العمر 52 عامًا تم تشخيص حالته بأنه مصاب بمتلازمة شنيتزلر قبل 8 سنوات: «عند مراجعة الحالة، تبين أن الأعراض الجهازية للمريض قد انصرفت، بعد أسبوع، وقد عاد عدد الخلايا البيضاء الذي كان زائدًا في السابق وعلامات الالتهابات إلى حالتها الطبيعية. وأدى استخدام آناكينارا في المريض إلى انصراف الأعراض وساعد على توقف البريدنيزولون الفموي. ولا يزال المريض لا يعاني من الأعراض لدى استخدامه آناكينارا بعد 14 شهرًا من المتابعة». وهناك قصص مماثلة ذكرها فريشماير-جويريرو (Frischmeyer-Guerrerio) وآخرون. (2008), واستيوكس (Wastiaux) وآخرون. (2007), وإيلينج (Eiling) وآخرون. (2007), وشنايدر (Schneider) وآخرون. (2007). دي كونينج (De Koning) وآخرون. (2006) قد عالجوا ثلاثة مرضى مصابين بمتلازمة Schnitzler باستخدام الثاليدومايد وآناكينارا. وكان الثاليدومايد فعالاً فقط مع واحد من المرضى الثلاثة وتم التوقف عن تناوله بسبب اعتلال الأعصاب. وفي المقابل، بالنسبة لجميع المرضى الثلاثة، أدى آناكينارا «إلى اختفاء الحمى والطفح الجلدي في غضون 24 ساعة. وعقب متابعة من 16 إلى 18 شهرًا، اختفت كل الأعراض من جميع المرضى». وخلص الباحثون إلى أن آناكينارا كعلاج لمتلازمة شنيتزلر «هو أفضل من الثاليدومايد...حيث إن له آثارًا جانبية أقل».
وفضلاً عن كونه أكثر فاعلية، يُعتبر آناكينارا أكثر أمانًا من الأدوية الأخرى المتاحة لعلاج متلازمة شنيتزلر. والمراجعة التي أجرتها مؤسسة كوكرين وعنوانها’آناكينارا لالتهاب المفاصل الروماتويدي‘ (ميرتنز وسينغ، 2009) تقييم (الفاعلية السريرية) وأمان آناكينارا في المرضى البالغين المصابين بالتهاب المفاصل الروماتويدي، باستخدام بيانات تم جمعها من 2876 مريض من خمس تجارب شكلت 781 تجربة عشوائية على العلاج الوهمي و2065 على آناكينارا. وخلص الباحثون إلى أنه «لا توجد فروق ذات دلالة إحصائية تمت ملاحظتها في معظم نتائج السلامة مع العلاج بآناكينارا مقابل العلاج الوهي - بما في ذلك عدد حالات الامتناع والوفيات والنتائج السلبية (الإجمالية والخطيرة) والعدوى (الإجمالية والخطيرة). وزادت تفاعلات موضع الحقن بشكل كبير، حيث تحدث لدى 1235/1729 (71%) مقابل 204/729 (28%) من المرضى الذين تم علاجهم بآناكينارا مقابل العلاج الوهمي على التوالي». وهذه التفاعلات لموضع الحقن لا تدوم لأكثر من أربعة أشهر، ولا تكاد تذكر مقارنة بالأعراض الموهنة جدًا لمتلازمة شنيتزلر.

## معلومات تاريخية
لقد جرت تسمية المرض على اسم طبيب الأمراض الجلدية الفرنسي إل شنيتزلر (L. Schnitzler) الذي يُعد أول من وصف هذه المتلازمة في عام 1972م.

## الحواشي
1. ↑  de Koning HD, Bodar EJ, van der Meer JW, Simon A (ديسمبر 2007). "Schnitzler syndrome: beyond the case reports: review and follow-up of 94 patients with an emphasis on prognosis and treatment". Seminars in arthritis and rheumatism. ج. 37 ع. 3: 137–48. DOI:10.1016/j.semarthrit.2007.04.001. PMID:17586002. مؤرشف من الأصل في 2018-03-24.{{استشهاد بدورية محكمة}}:  صيانة الاستشهاد: أسماء متعددة: قائمة المؤلفين (link)
2. ↑  Lipsker D, Veran Y, Grunenberger F, Cribier B, Heid E, Grosshans E (يناير 2001). "The Schnitzler syndrome. Four new cases and review of the literature". Medicine. ج. 80 ع. 1: 37–44. DOI:10.1097/00005792-200101000-00004. PMID:11204501. مؤرشف من الأصل في 2012-03-11.{{استشهاد بدورية محكمة}}:  صيانة الاستشهاد: أسماء متعددة: قائمة المؤلفين (link)
3. ↑  NCBI - WWW Error Blocked Diagnostic نسخة محفوظة 10 يناير 2020 على موقع واي باك مشين.
4. ↑  de Koning HD, Bodar EJ, Simon A, van der Hilst JC, Netea MG, van der Meer JW (أبريل 2006). "Beneficial response to anakinra and thalidomide in Schnitzler's syndrome". Annals of the rheumatic diseases. ج. 65 ع. 4: 542–4. DOI:10.1136/ard.2005.045245. PMC:1798111. PMID:16096327. مؤرشف من الأصل في 2020-01-28.{{استشهاد بدورية محكمة}}:  صيانة الاستشهاد: أسماء متعددة: قائمة المؤلفين (link)
5. ↑  Beseda E (مايو 2010). "Dramatic response to IL1_RA treatment in longstanding multidrug resistant Schnitzler's syndrome: a case report and literature review". Clinical Rheumatology. ج. 29 ع. 5: 567–71. {{استشهاد بدورية محكمة}}: الوسيط author-name-list parameters تكرر أكثر من مرة (مساعدة)
6. ↑  De Koning H (ديسمبر 2007). "Schnitzler Syndrome: Beyond the Case Reports: Review and Follow-Up of 94 Patients with an Emphasis on Prognosis and Treatment". Seminars in Arthritis and Rheumatism. ج. 37 ع. 3: 137–48. {{استشهاد بدورية محكمة}}: الوسيط author-name-list parameters تكرر أكثر من مرة (مساعدة)
7. ↑  Dybowski F (Mar-Apt-2008). "Successful use of anakinra to treat refractory Schnitzler's syndrome". Clinical and Experimental Rheumatology. ج. 26 ع. 2: 354–7. {{استشهاد بدورية محكمة}}: تحقق من التاريخ في: |تاريخ= (مساعدة) والوسيط author-name-list parameters تكرر أكثر من مرة (مساعدة)
8. ↑  Crouch R (أغسطس 2007). "Schnitzler's syndrome: successful treatment with anakinra". Australiasian Journal of Dermatology. ج. 48 ع. 3: 178–81. {{استشهاد بدورية محكمة}}: الوسيط author-name-list parameters تكرر أكثر من مرة (مساعدة)
9. ↑  Frischmeyer-Guerrerio PA (يونيو 2008). "Remission of Schnitzler's syndrome after treatment with anakinra". Annals of Allergy, Asthma and Immunology. ج. 100: 617–9. {{استشهاد بدورية محكمة}}: الوسيط author-name-list parameters تكرر أكثر من مرة (مساعدة)
10. ↑  Wastiaux H (يناير 2009). "Schnitzler syndrome: a dramatic improvement with anakinra". Journal of the European Academy of Dermatology and Venereology. ج. 23 ع. 1: 85–7. {{استشهاد بدورية محكمة}}: الوسيط author-name-list parameters تكرر أكثر من مرة (مساعدة)
11. ↑  Eiling E (مايو 2007). "Schnitzler syndrome: Treatment failure to rituximab but response to anakinra". Journal of American Academy of Dermatology. ج. 57 ع. 2: 361–4. {{استشهاد بدورية محكمة}}: الوسيط author-name-list parameters تكرر أكثر من مرة (مساعدة)
12. ↑  Schneider SW (May Supplement-2007). "Prompt response of refractory Schnitzler syndrome to treatment with anakinra". Journal of the American Academy of Dermatology. ج. 56 ع. 5: 120–22. {{استشهاد بدورية محكمة}}: تحقق من التاريخ في: |تاريخ= (مساعدة) والوسيط author-name-list parameters تكرر أكثر من مرة (مساعدة)
13. ↑  De Koning HD (أبريل 2006). "Beneficial response to anakinra and thalidomide in Schnitzler's syndrome". Annals of the Rheumatic Diseases. ج. 65 ع. 4: 542–4. {{استشهاد بدورية محكمة}}: الوسيط author-name-list parameters تكرر أكثر من مرة (مساعدة)
14. ↑  Mertens M (2009). "Anakinra for rheumatoid arthritis Art. No.: CD005121, CD005121.pub3". Cochrane Database of Systematic Reviews ع. 1. DOI:10.1002/14651858. {{استشهاد بدورية محكمة}}: الوسيط author-name-list parameters تكرر أكثر من مرة (مساعدة)
15. ↑  L. Schnitzler, Lésions urticariennes chroniques permanentes (érythème pétaloïde?) Cas cliniques No 46 B, J Dermatol Angers (1972) Abstract 46.